# Tournoi d'ouverture du championnat de Bolivie de football 2010
Navigation
Saison précédente Saison suivante
Le tournoi d'ouverture de la saison 2010 du Championnat de Bolivie de football est le premier tournoi semestriel de la trente-sixième édition du championnat de première division en Bolivie. 
Le tournoi Ouverture voit sa formule modifiée par rapport aux saisons dernières. Il se déroule cette année en deux phases :
- les douze équipes sont réparties en deux poules de six équipes qui s'affrontent deux fois, à domicile et à l'extérieur, plus deux matchs face à un autre club de la même région.
- les trois premiers de chaque groupe participe à la poule pour le titre tandis que les trois derniers jouent une poule de classement.

C'est le club de Jorge Wilstermann Cochabamba qui remporte la compétition cette saison après avoir terminé en tête du classement final, avec un seul point d'avance sur Oriente Petrolero et six sur Aurora Cochabamba. C'est le cinquième titre de champion de Bolivie de l'histoire du club.

## Qualifications continentales
Le vainqueur du tournoi Ouverture est qualifié pour la Copa Libertadores 2011, son dauphin est quant à lui assuré de participer à la Copa Sudamericana 2011.

## Les clubs participants
| - Jorge Wilstermann Cochabamba - Aurora Cochabamba - Oriente Petrolero - Bolivar La Paz - Club Blooming - Universitario de Sucre | - San José Oruro - Real Potosi - Real Mamoré - The Strongest La Paz - Club Deportivo Guabirá - Promu de Primera B - La Paz FC |

## Compétition
Le barème utilisé pour établir l'ensemble des classements est le suivant :
- Victoire : 3 points
- Match nul : 1 point
- Défaite : 0 point

### Première phase

#### Poule A
| Rang | Équipe                  | Pts | J  | G | N | P | Bp | Bc | Diff |
| ---- | ----------------------- | --- | -- | - | - | - | -- | -- | ---- |
| 1    | The Strongest La Paz    | 19  | 12 | 5 | 4 | 3 | 21 | 18 | +3   |
| 2    | San José Oruro          | 18  | 12 | 5 | 3 | 4 | 24 | 19 | +5   |
| 3    | Aurora Cochabamba       | 17  | 12 | 4 | 5 | 3 | 17 | 16 | +1   |
| 4    | Universitario de Sucre  | 16  | 12 | 5 | 1 | 6 | 21 | 18 | +3   |
| 5    | Club Deportivo GuabiráP | 12  | 12 | 3 | 3 | 6 | 15 | 24 | -9   |
| 6    | Club BloomingT          | 11  | 12 | 3 | 2 | 7 | 13 | 20 | -7   |

|  | Qualification pour la poule pour le titre           |
|  | Participation à la poule de classement              |
|  | T : Tenant du titre P : Promu de Copa Simon Bolivar |

#### Poule B
| Rang | Équipe                       | Pts | J  | G | N | P | Bp | Bc | Diff |
| ---- | ---------------------------- | --- | -- | - | - | - | -- | -- | ---- |
| 1    | Bolívar La Paz               | 28  | 12 | 9 | 1 | 2 | 23 | 11 | +12  |
| 2    | Oriente Petrolero            | 22  | 12 | 7 | 1 | 4 | 21 | 10 | +11  |
| 3    | Jorge Wilstermann Cochabamba | 18  | 12 | 5 | 3 | 4 | 17 | 17 | 0    |
| 4    | Real Potosí                  | 16  | 12 | 5 | 1 | 6 | 11 | 19 | -8   |
| 5    | La Paz FC                    | 14  | 12 | 4 | 2 | 6 | 19 | 19 | 0    |
| 6    | Real Mamoré                  | 12  | 12 | 4 | 0 | 8 | 15 | 25 | -10  |

|  | Qualification pour la poule pour le titre           |
|  | Participation à la poule de classement              |
|  | T : Tenant du titre P : Promu de Copa Simon Bolivar |

### Deuxième phase

#### Poule pour le titre
| Rang | Équipe                       | Pts | J  | G | N | P | Bp | Bc | Diff |
| ---- | ---------------------------- | --- | -- | - | - | - | -- | -- | ---- |
| 1    | Jorge Wilstermann Cochabamba | 20  | 10 | 6 | 2 | 2 | 15 | 11 | +4   |
| 2    | Oriente Petrolero            | 19  | 10 | 6 | 1 | 3 | 18 | 11 | +7   |
| 3    | Aurora Cochabamba            | 14  | 10 | 4 | 2 | 4 | 19 | 18 | +1   |
| 4    | The Strongest La Paz         | 13  | 10 | 3 | 4 | 3 | 15 | 14 | +1   |
| 5    | Bolívar La Paz               | 11  | 10 | 3 | 2 | 5 | 7  | 14 | -7   |
| 6    | San José Oruro               | 6   | 10 | 1 | 3 | 6 | 13 | 24 | -11  |

|  | Qualification pour la Copa Libertadores 2011        |
|  | Qualification pour la Copa Sudamericana 2011        |
|  | T : Tenant du titre P : Promu de Copa Simon Bolivar |

#### Poule de classement
| Rang | Équipe                  | Pts | J  | G | N | P | Bp | Bc | Diff |
| ---- | ----------------------- | --- | -- | - | - | - | -- | -- | ---- |
| 1    | Universitario de Sucre  | 20  | 10 | 6 | 2 | 2 | 20 | 10 | +10  |
| 2    | Club BloomingT          | 19  | 10 | 6 | 1 | 3 | 21 | 15 | +6   |
| 3    | Real Potosí             | 16  | 10 | 5 | 1 | 4 | 19 | 16 | +3   |
| 4    | La Paz FC               | 11  | 10 | 3 | 2 | 5 | 17 | 16 | +1   |
| 5    | Real Mamoré             | 11  | 10 | 3 | 2 | 5 | 10 | 20 | -10  |
| 6    | Club Deportivo GuabiráP | 9   | 10 | 3 | 0 | 7 | 10 | 19 | -9   |

|  | Qualification pour la Copa Sudamericana 2011        |
|  | T : Tenant du titre P : Promu de Copa Simon Bolivar |

## Bilan de la saison
| Championnat de Bolivie de football 2010 |                                         |
| Champion                                | Jorge Wilstermann Cochabamba (5e titre) |
| Qualifications continentales            |                                         |
| Copa Libertadores 2011                  | Jorge Wilstermann Cochabamba            |
| Copa Sudamericana 2011                  | Oriente Petrolero                       |
| Copa Sudamericana 2011                  | Universitario de Sucre                  |
| Promotions et relégations               |                                         |
| Promus en Primera A                     | Aucun                                   |
| Relégués en Torneo Simon Bolívar        | Aucun                                   |